# 石母田景頼
石母田 景頼（いしもだ かげより）は、安土桃山時代から江戸時代前期にかけての武将、伊達家の重臣。後に桑折景頼と称す。伊予宇和島藩では筆頭家老（奉行）となった。

## 生涯
永禄2年（1559年）、陸奥国伊達郡石母田城で守護代・石母田光頼の子として誕生した。伊達輝宗・政宗父子に仕え、多くの戦陣に加わり戦功をたてる。天正18年（1590年）小田原征伐の折には二本松城の守備の任にあたった。翌天正19年（1591年）、政宗が米沢から岩出山に減転封された際に伊達郡を没収されたため、景頼も石母田城を失い、伊具郡荒山城主となる。
文禄元年（1592年）、政宗に従い文禄の役に従軍する。従軍中の翌文禄2年（1593年）7月、妻の兄である桑折政長が釜山浦で病死した。政長には男子がなく、文禄3年（1594年）1月、政宗の命により政長の娘・吉菊（4歳）を景頼の嫡子・重長（6歳）に娶せて桑折家を継承させた。
文禄4年（1595年）8月、関白豊臣秀次謀反事件に関連し政宗に疑いがかけられた際、政宗とその家臣の妻子を召し連れ京都伏見に上る。政宗の家臣19人の連判誓詞文を提出し、その後慶長4年（1599年）6月まで伏見で人質生活を過ごす。
同年、政宗の命により、景頼の次女に当時政宗の小姓として仕えていた浦山宗綱を配し、婿養子を命ぜられる。浦山宗綱は石母田宗頼と改称する。宗頼は元は越前朝倉家家臣の高能正親の三男で、当初は浦山景綱と称し清三郎の通称で小早川秀秋に属していたが（14歳）、政宗が謁見した折りにその父祖の武勇を善とし、秀秋に請い小姓として譲り受けていた。景綱は宗の字を与えられ宗綱と改名した。
慶長5年（1600年）7月、刈田郡白石城奪還戦に宗頼と共に従軍する。この時、宗頼は功を焦るあまり城下に近づきすぎ、それを見ていた桑折宗長に鉄砲による危険を諭され、危うく難を逃れた。翌慶長6年（1601年）、重長の後見役を務めていた宗長は老齢のため役目を辞し、景頼が代わって重長の後見を命ぜられた。そのため景頼は石母田家の家督を養子の宗頼に譲り、自らは桑折家の番代となって、これ以降桑折景頼と称した。
慶長7年（1602年）頃に次男万蔵が誕生した。後に父と宇和島へ入部、桑折中務宗頼と称した。慶長15年（1610年）、重長が22歳で病死する。この時、重長の嫡男・国千代はまだ2歳であった。慶長19年（1614年）11月、桑折家の名跡を継いだ景頼は政宗に庶長子・秀宗の後見を命ぜられ、大坂冬の陣に従軍する。同年12月、大坂冬の陣の和議成立後、政宗は将軍徳川秀忠より伊予宇和郡に領地10万石を与えられることとなった。
慶長20年（1615年）3月、秀宗が伊予宇和島藩10万石に封じられることが決まると、景頼は政宗から秀宗の後見職を命ぜられ、同年夏に妻と次男の宗頼、娘夫婦（沼辺重仲）ら選抜された56騎の家臣と共に宇和島に入部する。景頼は宇和郡河後森城主となり7000石を宛がわれる。以後、元和9年（1623年）に宗頼に家督を譲って隠居するまで筆頭家老（奉行）として藩政の運営にあたった。
寛永2年（1625年）8月16日、宇和島城にて死去した。享年67。はじめ宇和郡樫谷村の照源寺に埋葬されたが、のちに等覚寺（宇和島藩菩提寺）に改葬された。照源寺には子孫が建立した墓跡碑が残る。
嫡孫の国千代は正二郎と改名、桑折定長となり仙台藩桑折家を継いだが、飯坂の局の懇願により飯坂家を継ぐことを命ぜられ飯坂出雲定長と称し、仙台藩桑折家は廃絶することとなる。飯坂定長は原田宗輔の妹を妻にしている。妻の祖母は豊臣秀吉の元側室で政宗の側室香の前である。また、飯坂の局の姉は桑折政長の妻で、吉菊は姪にあたり、飯坂定長はその息子である。慶長18年（1613年）には国千代の母吉菊が政宗の命により一人息子を桑折家に残し、天童重頼への再婚を命ぜられることとなる。後に2人の娘を産み、一人は伊達宗重の妻となった。

## 系譜
- 父：石母田光頼
- 母：桑折氏の娘
- 妻：桑折宗長娘
  - 沼辺重仲室
  - 石母田宗頼室
  - 桑折重長（桑折政長養子）
  - 桑折宗頼 - 宇和島藩の桑折家を継ぐ。

- 養子：石母田宗頼 - 高能正親の子。仙台藩の石母田家を継ぐ。